# Министарство правде Републике Србије
Министарство правде Републике Србије је државна институција Владе Републике Србије. Надлежност министарства обухвата послове државне управе који се односе на кривично законодавство и законодавство о привредним преступима и прекршајима. Зграда министарства се налази у улици Немањина 22-26 у Београду. Актуелни министар правде је Маја Поповић.

## Делокруг рада
Делокруг Министарства правде утврђен је у члану 9. Закона о министарствима и обухвата послове државне управе који се односе на: кривично законодавство и законодавство о привредним преступима и прекршајима, припрему закона којим се уређује право својине и друга стварна права; облигационе односе; наслеђивање; поступак пред судовима; управни спор; организацију и рад правосудних органа; правосудни испит; стручно усавршавање носилаца правосудних функција и јавних бележника; судске вештаке, преводиоце и тумаче; извршење кривичних санкција; рехабилитацију, амнестију и помиловање; изручење; прикупљање података о извршеним кривичним делима против човечности и других добара заштићених међународним правом; доношење решења о предаји окривљених лица Међународном кривичном суду, а на основу правноснажних и извршних судских одлука; спровођење програма заштите учесника у кривичном поступку; адвокатуру и друге правосудне професије; бесплатну правну помоћ; судску стражу; статистику и аналитику рада правосудних органа; међународну правну помоћ; управљање одузетом имовином проистеклом из кривичног дела; заступање Републике Србије пред Европским судом за људска права и старање о објављивању пресуда тог суда које се односе на Републику Србију и праћење њиховог извршења; припрему прописа о поступку пред Уставним судом и правном дејству одлука Уставног суда, припрему прописа у области борбе против корупције; усклађује међународну сарадњу у области борбе против корупције; припрему прописа о црквама и верским заједницама; регистар цркава и верских заједница; припрему прописа о заштити података о личности и тајности података; надзор над применом прописа који уређују тајност података; стварање услова за приступ и реализацију пројеката из делокруга тог министарства који се финансирају из средстава претприступних фондова Европске уније, донација и других облика развојне помоћи, као и друге послове одређене законом. Припрему закона којим се уређује право својине и друга стварна права; облигационе односе; наслеђивање; поступак пред судовима; управни спор; организацију и рад правосудних органа; правосудни испит; стручно усавршавање носилаца правосудних функција и јавних бележника; судске вештаке, преводиоце и тумаче; извршење кривичних санкција; рехабилитацију, амнестију и помиловање; изручење; прикупљање података о извршеним кривичним делима против човечности и других добара заштићених међународним правом; доношење решења о предаји окривљених лица Међународном кривичном суду, а на основу правноснажних и извршних судских одлука; спровођење програма заштите учесника у кривичном поступку; адвокатуру и друге правосудне професије; бесплатну правну помоћ; судску стражу; статистику и аналитику рада правосудних органа; међународну правну помоћ; управљање одузетом имовином проистеклом из кривичног дела; заступање Републике Србије пред Европским судом за људска права и старање о објављивању пресуда тог суда које се односе на Републику Србију и праћење њиховог извршења; припрему прописа о поступку пред Уставним судом и правном дејству одлука Уставног суда; припрему прописа у области борбе против корупције; усклађује међународну сарадњу у области борбе против корупције; припрему прописа о црквама и верским заједницама; регистар цркава и верских заједница; припрему прописа о заштити података о личности и тајности података; надзор над применом прописа који уређују тајност података; стварање услова за приступ и реализацију пројеката из делокруга тог министарства који се финансирају из средстава претприступних фондова Европске уније, донација и других облика развојне помоћи, као и друге послове одређене законом.

## Управа за извршење кривичних санкција

### Чинови службеника обезбеђења УЗИКС-а
| Управа за извршење кривичних санкција      | Управа за извршење кривичних санкција |
| Чинови службеника обезбеђења УЗИКС-а       | Чинови службеника обезбеђења УЗИКС-а  |
| ------------------------------------------ | ------------------------------------- |
| Чинови службеника                          | Изглед еполете                        |
| Специјалистичке и мастер академске студије |                                       |
| старији заповедник                         |                                       |
| заповедник                                 |                                       |
| млађи заповедник                           |                                       |
| Основне академске студије                  |                                       |
| надзорник                                  |                                       |
| млађи надзорник                            |                                       |
| Средње образовање                          |                                       |
| старији командир                           |                                       |
| командир                                   |                                       |